# Pałac w Owińskach
Pałac w Owińskach – zabytkowy pałac we wsi Owińska.
Obiekt wybudowany w 1805 jest częścią zespołu pałacowego, w skład którego wchodzą jeszcze:
- dwie bramy z początku XIX w.
- park z XIX w.[2][1].

Obecnie (2024) nieużytkowany i niedostępny wewnątrz.